# Liste der Ortschaften im Bezirk Eferding
Die Liste der Ortschaften im Bezirk Eferding enthält die Gemeinden und ihre zugehörigen Ortschaften im oberösterreichischen Bezirk Eferding.
- Alkoven
  - Aham
  - Annaberg
  - Bergham
  - Emling
  - Forst
  - Großhart
  - Gstocket
  - Hartheim
  - Kleinhart
  - Kranzing
  - Oberhartheim
  - Polsing
  - Puchham
  - Staudach
  - Straß
  - Straßham
  - Ufer
  - Weidach
  - Winkeln

- Aschach an der Donau
  - Ruprechting
  - Sommerberg

- Eferding

- Fraham
  - Aumühle
  - Güttlfeld
  - Hörstorf
  - Inn
  - Kappelding
  - Lahöfen
  - Oberhillinglah
  - Raffelding
  - Ranzing
  - Simbach
  - Steinberg
  - Steinholz
  - Trattwörth
  - Unterhillinglah

- Haibach ob der Donau
  - Au
  - Bach
  - Berg
  - Donauleiten
  - Dorf
  - Eckersdorf
  - Gemersdorf
  - Grub
  - Hinterberg
  - Inzell
  - Kobling
  - Kolleck
  - Komas
  - Lehen
  - Linetshub
  - Mannsdorf
  - Moos
  - Mühlbach
  - Obergschwendt
  - Oberhub
  - Oedt
  - Pamet
  - Pichl
  - Pühret
  - Reith
  - Rennersdorf
  - Schauerdoppl
  - Schlögen
  - Schlögenleiten
  - Sieberstal
  - Starz
  - Untergschwendt
  - Wies
  - Wiesing

- Hartkirchen
  - Deinham
  - Dorf
  - Gfehret
  - Gstaltenhof
  - Hachlham
  - Hacking
  - Hainbach
  - Haizing
  - Hart ob Hacking
  - Hart ob Haizing
  - Hilkering
  - Hinteraigen
  - Hinterberg
  - Hörmannsedt
  - Karling
  - Kellnering
  - Knieparz unter der Leithen
  - Koppl
  - Lacken
  - Mußbach
  - Oed in Bergen
  - Paching
  - Pfaffing
  - Poxham
  - Pupping
  - Rathen
  - Reith
  - Rienberg
  - Schaumberg
  - Schönleiten
  - Senghübl
  - Steinwand
  - Vornholz
  - Wolfsfurth
  - Würting
  - Zagl

- Hinzenbach
  - Gstocket
  - Gstöttenau
  - Kalköfen
  - Limberg
  - Oberrudling
  - Polsenz
  - Puchet
  - Seebach
  - Sperneck
  - Stieglhöfen
  - Unterleiten
  - Unterrudling
  - Wackersbach
  - Wagrein

- Prambachkirchen
  - Andrichsberg
  - Baumgarten
  - Dachsberg
  - Gallham
  - Gföllnerwald
  - Großsteingrub
  - Grüben
  - Gschnarret
  - Hundswies
  - Kleinsteingrub
  - Langstögen
  - Mairing
  - Mittergallsbach
  - Mitterwinkl
  - Niederwinkl
  - Oberdoppl
  - Obereschlbach
  - Oberfreundorf
  - Obergallsbach
  - Pertmannshub
  - Prattsdorf
  - Reith
  - Sallmannsberg
  - Schöffling
  - Stallberg
  - Steinbruch
  - Taubing
  - Unterbruck
  - Unterdoppl
  - Untereschlbach
  - Untergallsbach
  - Unterprambach
  - Uttenthal
  - Weinberg

- Pupping
  - Altau
  - Au bei Brandstatt
  - Au bei hohen Steg
  - Auhof
  - Brandstatt
  - Friedlau
  - Goldenberg
  - Gstaltenhof
  - Gstöttenau
  - Leumühle
  - Oberschaden
  - Taubenbrunn
  - Unterschaden
  - Waschpoint
  - Wörth

- Sankt Marienkirchen an der Polsenz
  - Doppl
  - Eben
  - Fürneredt
  - Furth
  - Holzwiesen
  - Karling
  - Kirchholz
  - Kleingerstdoppl
  - Lengau
  - Leopoldsberg
  - Obergrub
  - Pernau
  - Polsenz
  - Sommersberg
  - Unterfreundorf
  - Untergrub
  - Valtau
  - Wieshof

- Scharten
  - Aigen
  - Breitenaich
  - Finklham
  - Herrnholz
  - Kronberg
  - Leppersdorf
  - Oberndorf
  - Rexham
  - Roitham
  - Roithen
  - Vitta

- Stroheim
  - Bergern
  - Birihub
  - Dunzing
  - Gmeinholz
  - Götzenberg
  - Großstroheim
  - Gschnarret
  - Gstocket
  - Gugerling
  - Kleinstroheim
  - Knieparz ob der Leiten
  - Kobling
  - Mayrhof
  - Mitterstroheim
  - Reith
  - Schnellersdorf
  - Stallberg
  - Troß
  - Windischdorf
  - Wögern
  - Wölflhof